# Пам'ятки Каховки
У місті Каховка Херсонської області за даними управління культури обласної державної адміністрації знаходиться 24 пам'ятки історії та культури, усі — місцевого значення.

## Пам'ятки археології
| № | охоронний номер | назва   | розташування | епоха                         | дослідник                   |
| - | --------------- | ------- | ------------ | ----------------------------- | --------------------------- |
| 1 | 1667            | Кургани | м. Каховка   | ІІІ тис. до н. е.- ІІ тис.н.е | Чекамова Г. Оленковський М. |

## Пам'ятки архітектури
| № | охоронний номер | назва                              | розташування                            | епоха   | архітектор       |
| - | --------------- | ---------------------------------- | --------------------------------------- | ------- | ---------------- |
| 2 | 258             | Будинок колишньої жіночої гімназії | м. Каховка, вул. Фаїни Гаєнко, 6        | 1905 р. |                  |
| 3 | 1205            | Будинок колишньої земської лікарні | м. Каховка, вул. Велика Куликовська, 73 | 1888 р. | Арх. — І.Легович |

## Пам'ятки історії
| №  | охоронний номер | назва | розташування                                 | епоха            | автор |
| -- | --------------- | --- | -------------------------------------------- | ---------------- | --- |
| 4  | 781             | Братські могили воїнів Радянської Армії і пам¢ятники на честь воїнів-визволителів                            | м. Каховка                                   | 1970 р. 1976 р.  | Автори: Г.Сикула, К.Фаль Херсонські художньо майстерні                                                      |
| 5  | 803             | Братська могила жертв фашизму                                                                                | м. Каховка                                   | 1947 р.          | Місцеві будівельники                                                                                        |
| 6  | 2031            | Військова дільниця: одиночні могили воїнів Червоної Армії                                                    | м. Каховка                                   | 1970 р.          | Місцеві будівельники                                                                                        |
| 7  | 2131            | Могила Герою Радянського Союзу Я. А. Бабенко                                                                 | м. Каховка                                   | 1979 р.          | ДСУ — 12 |
| 8  | 2132            | Могила Герою Радянського Союзу П. А. Ванцина                                                                 | м. Каховка, кладовище                        | 1974 р.          | ДСУ — 12 |
| 9  | 2133            | Могила Герою Радянського Союзу Т. Є. Пирогова                                                                | м. Каховка                                   | 1982 р.          | Місцеві будівельники                                                                                        |
| 10 | 2046            | Пам'ятник на честь воїнів-земляків                                                                           | м. Каховка                                   | 1977 р.          | Місцеві будівельники                                                                                        |
| 11 | 791             | Пам'ятник на честь воїнів-визволителів                                                                       | м. Каховка, сквер                            | 1963 р. 1975 р.  | Місцеві будівельники                                                                                        |
| 12 | 1520            | Пам'ятний знак на честь воїнів-визволителів                                                                  | м. Каховка, вул. Велика Куликовська, 77      | 1975 р.          | Місцеві будівельники                                                                                        |
| 13 | 755             | Будинок-штаб-квартира М. В. Фрунзе                                                                           | м. Каховка, вул. Пушкіна, 112                | Кінець XIX ст.   | Місцеві будівельники                                                                                        |
| 14 | 754             | Обеліск на місці командного пункту В. К. Блюхера і спостережливого пункту С. М. Будьоного і К. Е. Ворошилова | м. Каховка                                   | 1955 р.          | Херсонські художньо-виробничі майстерні                                                                     |
| 15 | 757             | Братська могила воїнів Червоної Армії                                                                        | м. Каховка                                   | 1929 р.          | Місцеві будівельники                                                                                        |
| 16 | 2047            | Могила Аугуста Фрейберга (командир ІІ бригади Латиської стрілецької дивізії)                                 | м. Каховка                                   | 1977 р.          | Ризькі художні майстерні                                                                                    |
| 17 | 805             | Монумент «Легендарна тачанка»                                                                                | м. Каховка                                   | 1967 р.          | Ск. Ю.Лоховінін, Л.Міхайльонок, Л.Радіонов, Арх. Є.Полторацький, Ленінградський завод «Монумент-скульптура» |
| 18 | 262             | Пам'ятник «Дівчина в шинелі»                                                                                 | м. Каховка, пл. Героїв Каховського плацдарму | 2 листопада 1983 | Ск. — Согоян Ф. М., арх.. — Миргородський С. М., Горбунко В. Г.                                             |
| 19 | 2062            | Пам'ятний камінь на честь взяття козаками фортеці Іслам-Кермен                                               | м. Каховка, біля пристані                    | 1992 р.          | |
| 20 | 2134            | Пам'ятний знак «Автомобіль ГАЗ-АА»                                                                           | м. Каховка                                   | 1980 р.          | Арх. — В. Г. Горбенко                                                                                       |

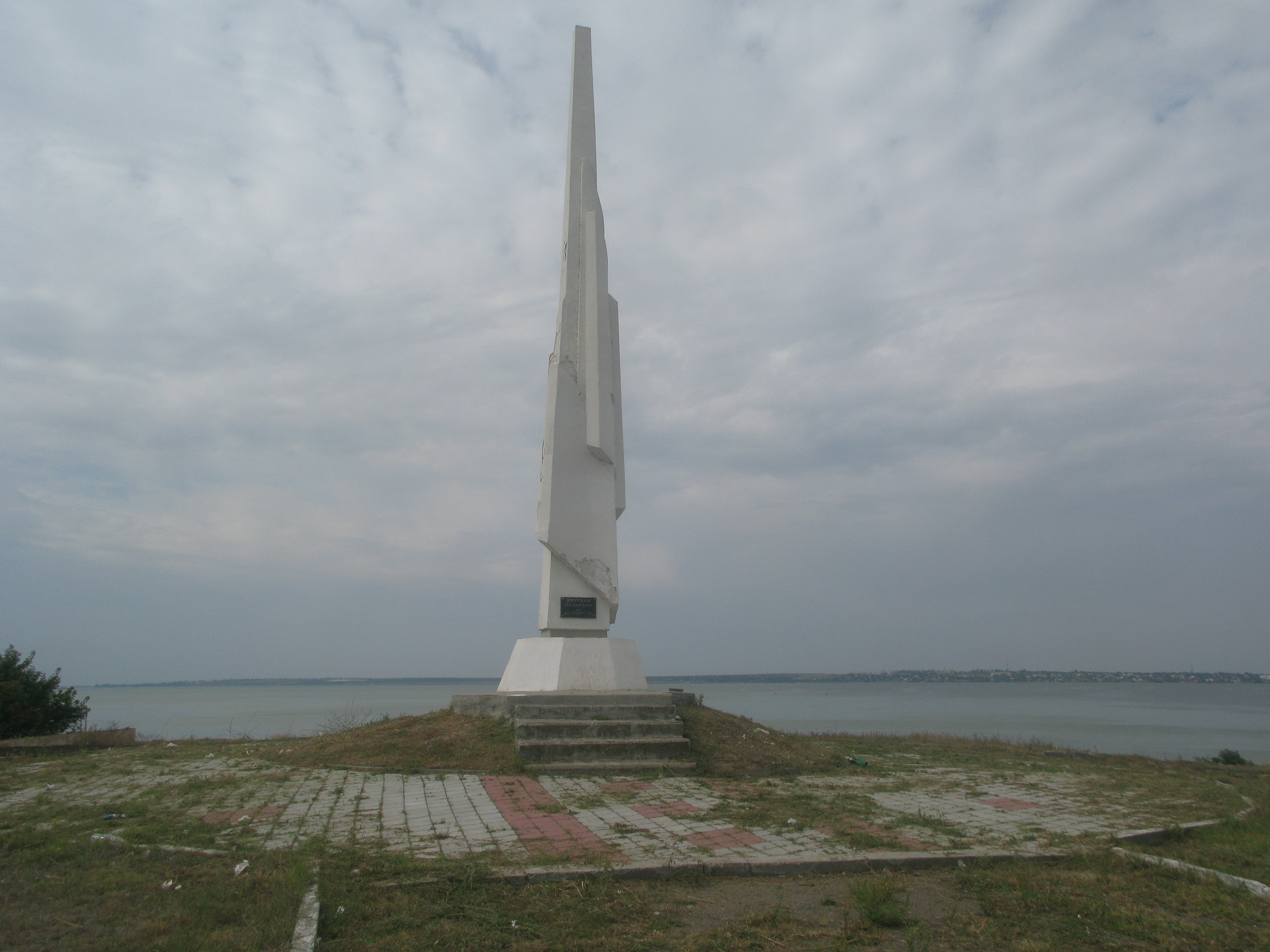
Братська могила жертв фашизму, Каховка
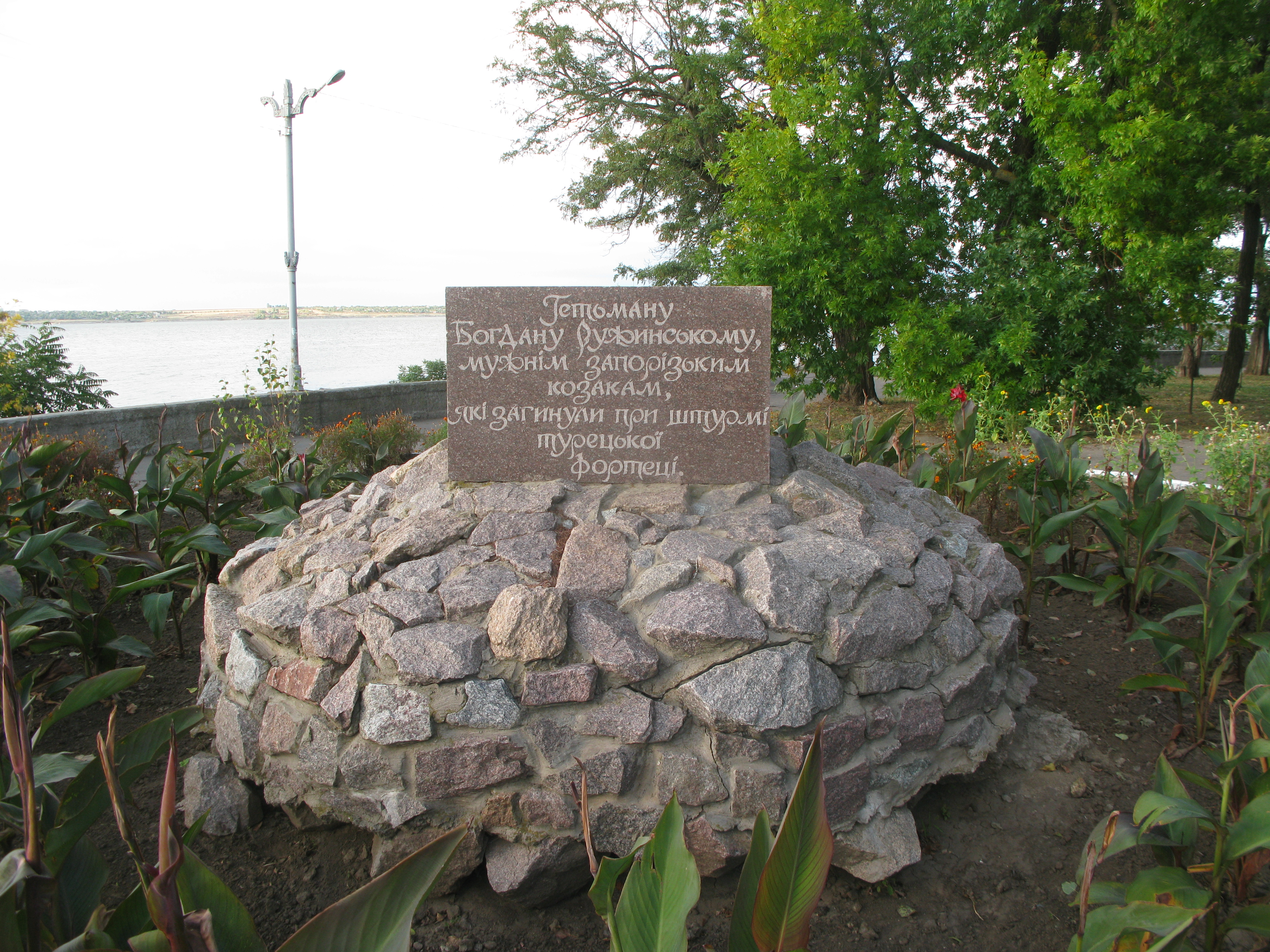
Пам'ятний камінь на честь взяття козаками фортеці Іслам-Кермен

## Пам'ятки монументального мистецтва
| №  | охоронний номер | назва                        | розташування | епоха   | автор                                                                   |
| -- | --------------- | ---------------------------- | ------------ | ------- | ----------------------------------------------------------------------- |
| 21 | 806             | Пам'ятник В. І. Леніну       | м. Каховка   | 1972 р. | Ск. — А.Бело-стоцький, арх. — Ю.Тарасов                                 |
| 23 | 1645            | Пам'ятник В. К. Блюхеру      | м. Каховка   | 1967 р. | Ск. — Г.Кальченко                                                       |
| 24 | 1523            | Пам'ятник Н. А. Островському | м. Каховка   | 1974 р. | Скульптор З. Ломикіна, архітектор О. Шапіро, Одеські художні майстерні. |

### Колишні пам'ятники
| №  | охоронний номер | назва                  | розташування | епоха   | автор                                                     |
| -- | --------------- | ---------------------- | ------------ | ------- | --------------------------------------------------------- |
| 22 | 815             | Пам'ятник М. Ф. Фрунзе | м. Каховка   | 1957 р. | Ск. — З.Азгур, Ленінградський завод «Монумент-скульптура» |